# Gustav Hermann Krumbiegel

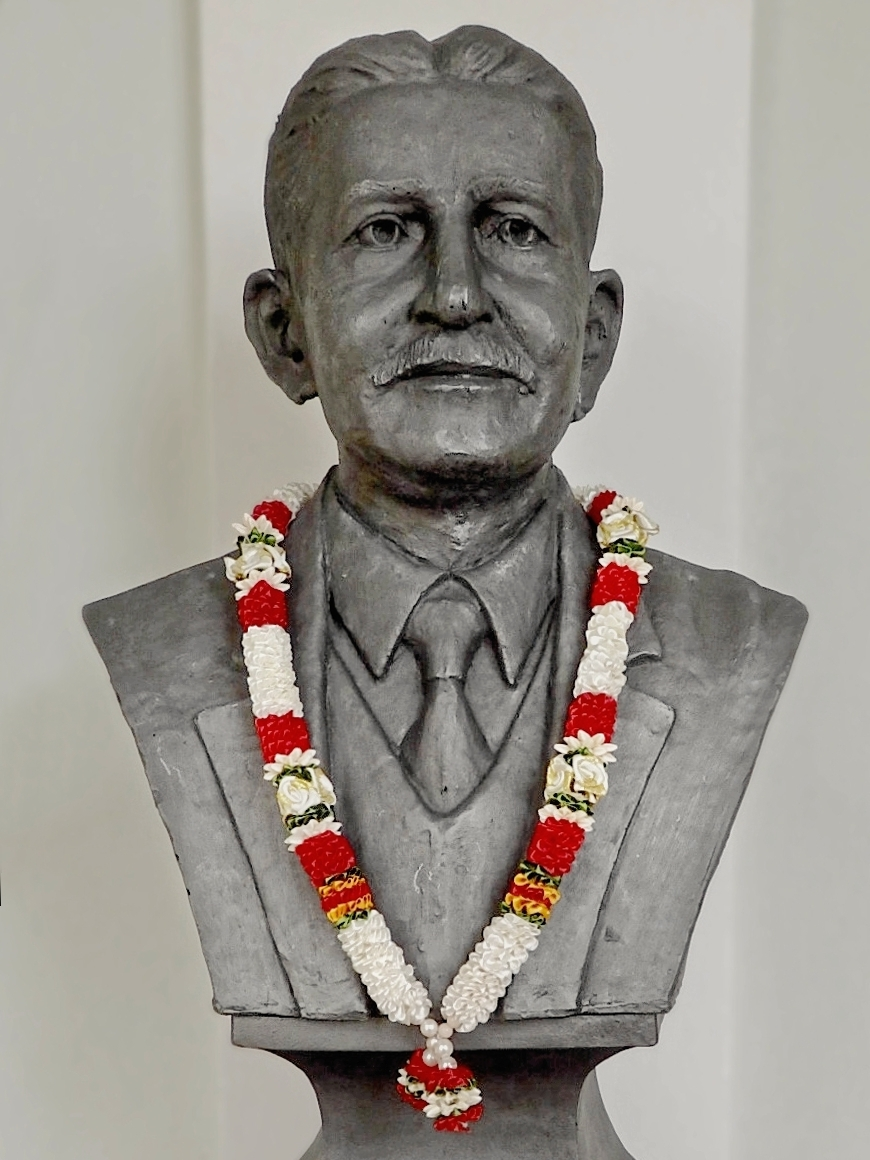
Büste von Gustav Hermann Krumbiegel im Schloss Pillnitz/Neues Palais

Gustav Hermann Krumbiegel (* 18. Dezember 1865 in Lohmen; † 8. Februar 1956 in Bangalore, Karnataka) war ein deutscher Botaniker und Gartenarchitekt, der vor allem als Leiter der Lal Bagh Botanical Gardens in Bangalore bekannt wurde.

## Leben und Wirken
Nach seiner Schulzeit in Wilsdruff und Dresden absolvierte Krumbiegel in Pillnitz eine Ausbildung im Gartenbau. 1884 war er in der Verwaltung für Obst- und Gartenbau in Schwerin tätig. Von 1885 bis 1887 arbeitete er als Landschaftsgärtner in Hamburg. 1888 zog Krumbiegel nach England, wo er zunächst Blumenbeete im Hyde Park gestaltete und von 1890 bis 1893 Mitarbeiter in den Royal Botanic Gardens, Kew war. Daneben belegte er Kurse in der South Kensington School, wo er mit Preisen und Zertifikaten für Geometrie und perspektivisches Zeichnen ausgezeichnet wurde. 1893 wurde Krumbiegel Kurator an den Government Botanical Gardens, Ooty, wo er für die architektonische Umgestaltung zuständig war und Brunnen, Brücken sowie Pavillons errichten ließ.
1896 heiratete Krumbiegel die Engländerin Kate Evans. Von 1908 bis 1932 war Krumbiegel Chefgärtner und Leiter der Lal Bagh Botanical Gardens in Bangalore mit Ausnahme der Jahre des Ersten Weltkrieges, in denen er in einem indischen Lager interniert war. Mit der Gestaltung der Botanischen Gärten sowie der Anlage von Alleen förderte er erheblich den Ruf Bangalores als Gartenstadt.
Anlässlich des 150. Geburtstages fand im Neuen Palais und im Park von Pillnitz 2016 eine Sonderausstellung „Der Gärtner des Maharadschas: Ein Sachse bezaubert Indien“ statt.